# Alargamento da União Europeia de 2013
A Croácia fez o pedido de adesão à União Europeia (UE) a 21 de fevereiro de 2003. O Parlamento Europeu aprovou a adesão da Croácia à União Europeia no dia 1 de dezembro de 2011, e os croatas votaram e aprovaram em referendo em janeiro de 2012 essa adesão, tornando-se assim este país o 28.º Estado-membro da UE a 1 de julho de 2013. É a primeira vez que o Parlamento Europeu se pronuncia sobre um Tratado de Adesão, pois esta nova competência advém da entrada em vigor do Tratado de Lisboa.

## Progresso das negociações
A Croácia fez o pedido de adesão à União Europeia em fevereiro de 2003. A Comissão Europeia acedeu a esse pedido, emitindo um parecer positivo em abril de 2004. Em junho do mesmo ano, o Conselho Europeu (os chefes de Estado ou de Governo da UE) concedeu à Croácia o estatuto de país candidato e estabeleceu uma data para o início das negociações para o processo de adesão, inicialmente previsto para o início de 2005, depois adiado para outubro do mesmo ano.
Antes de iniciar as negociações com a Croácia, o acervo comunitário foi dividido em 35 capítulos, mais quatro do que os habituais 31. Os novos capítulos, anteriormente parte da Política Agrícola, eram áreas que se esperavam ser problemáticas, uma vez que noutras candidaturas o tinham sido. A abertura das negociações para a adaptação ao acervo comunitário deu-se a 3 de outubro de 2005 e concluiu-se a 18 de outubro de 2006. Entretanto, as negociações para o processo de adesão foram adiadas por 10 meses devido às restrições feitas pela Eslovénia, Estado-membro da UE, por causa de uma disputa da fronteira entre ambos (ver Fronteira Croácia-Eslovénia). No entanto, em setembro de 2009, a Eslovénia anunciou a retirada dessas restrições, sem prejuízo na mediação internacional sobre essa disputa de fronteira.
| Capítulos do acervo                                                | Avaliação inicial da Comissão          | Situação atual                   | Início do processo | Conclusão do processo | Capítulos congelados | Capítulos descongelados | Capítulos abertos | Capítulos encerrados |
| ------------------------------------------------------------------ | -------------------------------------- | -------------------------------- | ------------------ | --------------------- | -------------------- | ----------------------- | ----------------- | -------------------- |
| 1. Livre Circulação de Mercadorias                                 | São necessários esforços consideráveis | Geralmente já se aplica o acervo | 16/01/2006         | 24/02/2006            | -                    | -                       | 25/07/2008        | 19/04/2010           |
| 2. Livre Circulação de Trabalhadores                               | São necessários esforços consideráveis | Geralmente já se aplica o acervo | 19/07/2006         | 11/09/2006            | -                    | -                       | 17/06/2008        | 02/10/2009           |
| 3. Direito de Estabelecimento e Livre Prestação de Serviços        | São necessários esforços consideráveis | Geralmente já se aplica o acervo | 21/11/2005         | 20/12/2005            | -                    | -                       | 26/06/2007        | 21/12/2009           |
| 4. Livre Circulação de Capitais                                    | São necessários mais esforços          | Geralmente já se aplica o acervo | 25/11/2005         | 22/12/2005            | 12/2008              | 10/2009                 | 02/10/2009        | 05/11/2010           |
| 5. Contratos Públicos                                              | São necessários esforços consideráveis | Geralmente já se aplica o acervo | 07/11/2005         | 28/11/2005            | -                    | -                       | 19/12/2008        | 30/06/2010           |
| 6. Direito das Sociedades                                          | São necessários mais esforços          | Geralmente já se aplica o acervo | 21/06/2006         | 20/07/2006            | 12/2008              | 10/2009                 | 26/06/2007        | 02/10/2009           |
| 7. Direito da Propriedade Intelectual                              | Não são esperadas grandes dificuldades | Geralmente já se aplica o acervo | 06/02/2006         | 03/03/2006            | -                    | -                       | 29/03/2007        | 19/12/2008           |
| 8. Política de Concorrência                                        | São necessários esforços consideráveis | Geralmente já se aplica o acervo | 08/11/2005         | 02/12/2005            | -                    | -                       | 30/06/2010        | 30/06/2011           |
| 9. Serviços Financeiros                                            | São necessários esforços consideráveis | Geralmente já se aplica o acervo | 29/03/2006         | 03/o5/2006            | -                    | -                       | 26/06/2007        | 27/11/2009           |
| 10. Sociedade da Informação e Meios de Comunicação Social          | Não são esperadas grandes dificuldades | Geralmente já se aplica o acervo | 12/06/2006         | 14/07/2006            | -                    | -                       | 26/07/2007        | 19/12/2008           |
| 11. Agricultura e Desenvolvimento Rural                            | São necessários esforços consideráveis | Geralmente já se aplica o acervo | 05/12/2005         | 26/01/2006            | 12/2008              | 10/2009                 | 02/10/2009        | 19/04/2011           |
| 12. Segurança dos Alimentos, Política Veterinária e Fitossanitária | São necessários esforços consideráveis | Geralmente já se aplica o acervo | 09/3/2006          | 28/04/2006            | 12/2008              | 10/2009                 | 02/10/2009        | 27/07/2010           |
| 13. Pescas                                                         | São necessários mais esforços          | Geralmente já se aplica o acervo | 24/02/2006         | 31/03/2006            | 12/2008              | 02/2010                 | 19/02/2010        | 06/06/2011           |
| 14. Política de Transportes                                        | São necessários mais esforços          | Geralmente já se aplica o acervo | 26/06/2006         | 28/09/2006            | -                    | -                       | 21/04/2008        | 05/11/2010           |
| 15. Energia                                                        | São necessários mais esforços          | Geralmente já se aplica o acervo | 15/05/2006         | 16/06/2006            | -                    | -                       | 21/04/2008        | 27/11/2009           |
| 16. Fiscalidade                                                    | São necessários esforços consideráveis | Geralmente já se aplica o acervo | 06/06/2006         | 12/07/2006            | 12/2008              | 10/2009                 | 02/10/2009        | 30/06/2010           |
| 17. Política Económica e Monetária                                 | Não são esperadas grandes dificuldades | Geralmente já se aplica o acervo | 16/02/2006         | 23/03/2006            | -                    | -                       | 21/12/2006        | 19/12/2008           |
| 18. Estatísticas                                                   | Não são esperadas grandes dificuldades | Geralmente já se aplica o acervo | 19/06/2006         | 18/07/2006            | 12/2008              | 10/2009                 | 26/06/2007        | 02/10/2009           |
| 19. Política Social e Emprego                                      | São necessários esforços consideráveis | Geralmente já se aplica o acervo | 08/02/2006         | 22/03/2006            | -                    | -                       | 17/06/2008        | 21/12/2009           |
| 20. Política Empresarial e Industrial                              | Não são esperadas grandes dificuldades | Geralmente já se aplica o acervo | 27/03/2006         | 05/05/2006            | -                    | -                       | 21/12/2006        | 25/07/2008           |
| 21. Redes Transeuropeias                                           | Não são esperadas grandes dificuldades | Geralmente já se aplica o acervo | 30/06/2006         | 29/09/2006            | 12/2008              | 10/2009                 | 19/12/2007        | 02/10/2009           |
| 22. Política Regional e Coordenação dos Instrumentos Estruturais   | São necessários esforços consideráveis | Geralmente já se aplica o acervo | 11/09/2006         | 10/10/2006            | 12/2008              | 10/2009                 | 02/10/2009        | 19/04/2011           |
| 23. Sistema Judiciário e Direitos Fundamentais                     | São necessários esforços consideráveis | Geralmente já se aplica o acervo | 06/09/2006         | 13/10/2006            | -                    | -                       | 30/06/2010        | 30/06/2011           |
| 24. Justiça, Liberdade e Segurança                                 | São necessários esforços consideráveis | Geralmente já se aplica o acervo | 23/01/2006         | 15/02/2006            | 12/2008              | 10/2009                 | 02/10/2009        | 22/12/2010           |
| 25. Ciência e Investigação                                         | Não são esperadas grandes dificuldades | Geralmente já se aplica o acervo | 20/10/2005         | 14/11/2005            | -                    | -                       | 12/06/2006        | 12/06/2006           |
| 26. Educação e Cultura                                             | Não são esperadas grandes dificuldades | Geralmente já se aplica o acervo | 26/10/2005         | 16/11/2005            | -                    | -                       | 11/12/2006        | 11/12/2006           |
| 27. Ambiente                                                       | Totalmente incompatível com o acervo   | Geralmente já se aplica o acervo | 03/04/2006         | 02/06/2006            | 12/2008              | 02/2010                 | 19/02/2010        | 22/12/2010           |
| 28. Consumidores e Proteção da Saúde                               | São necessários mais esforços          | Geralmente já se aplica o acervo | 08/06/2006         | 11/07/2006            | -                    | -                       | 12/10/2007        | 27/11/2009           |
| 29. União Aduaneira                                                | São necessários mais esforços          | Geralmente já se aplica o acervo | 31/01/2006         | 14/03/2006            | 12/2008              | 10/2009                 | 21/12/2006        | 02/10/2009           |
| 30. Relações Externas                                              | Não são esperadas grandes dificuldades | Geralmente já se aplica o acervo | 10/07/2006         | 13/09/2006            | -                    | -                       | 12/10/2007        | 30/10/2008           |
| 31. Política Externa de Segurança e Defesa                         | Não são esperadas grandes dificuldades | Geralmente já se aplica o acervo | 14/09/2006         | 06/10/2006            | 12/2008              | 04/2010                 | 30/06/2010        | 22/12/2010           |
| 32. Controlo Financeiro                                            | São necessários mais esforços          | Geralmente já se aplica o acervo | 18/05/2006         | 30/06/2006            | -                    | -                       | 26/06/2007        | 27/07/2010           |
| 33. Disposições Financeiras e Orçamentais                          | Não são esperadas grandes dificuldades | Geralmente já se aplica o acervo | 06/09/2006         | 04/10/2006            | -                    | -                       | 19/12/2007        | 30/06/2011           |
| 34. Instituições                                                   | Nada a adotar                          | -                                | -                  | -                     | -                    | -                       | 05/11/2010        | 05/11/2010           |
| 35. Diversos                                                       | Nada a adotar                          | -                                | -                  | -                     | -                    | -                       | 30/06/2011        | 30/06/2011           |
| Progresso                                                          |                                        |                                  |                    |                       |                      |                         | 33 de 33          | 33 de 33             |